# Daniels Motor Company

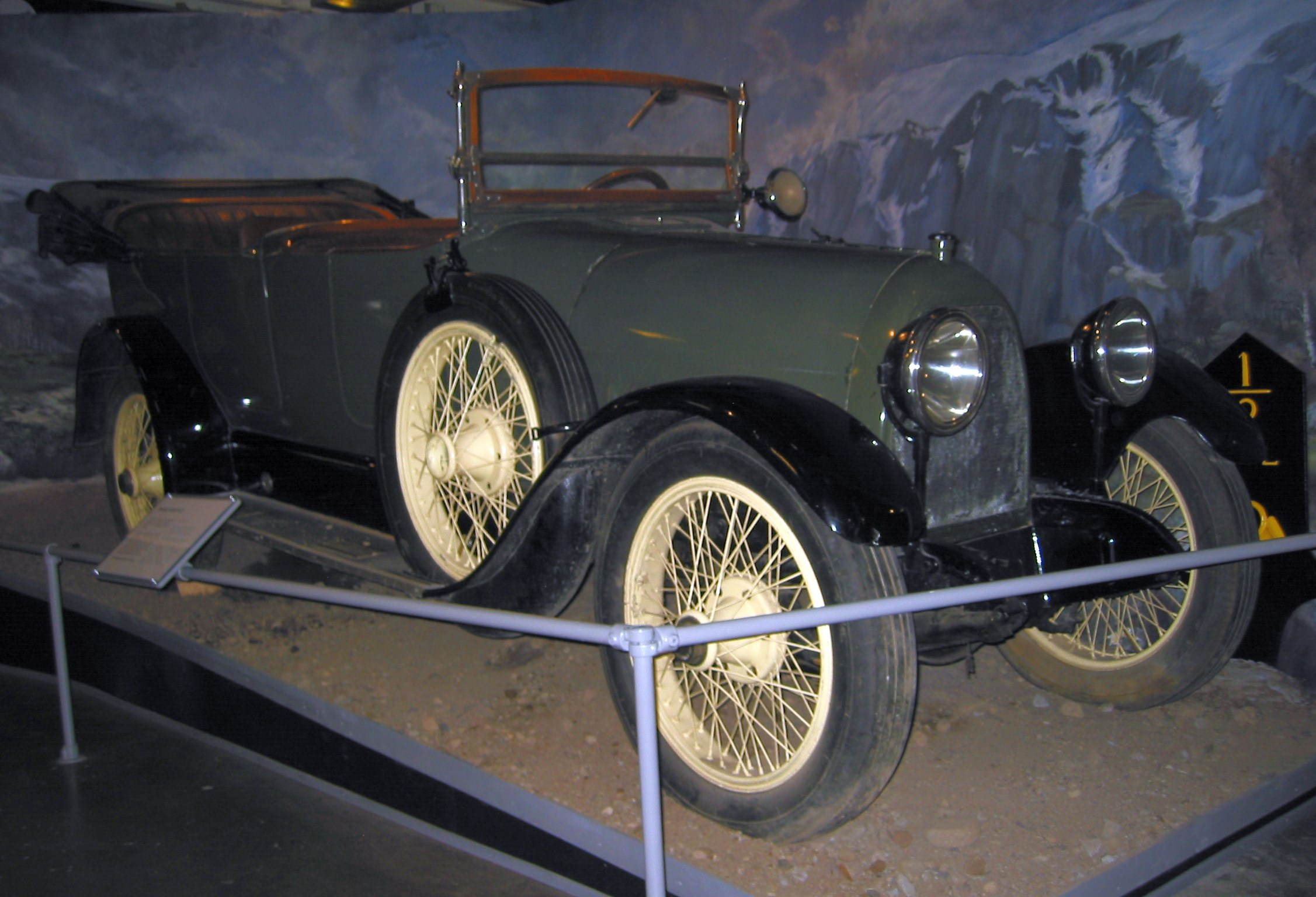
Erhaltener Daniels Model A von 1917 im Norsk Teknisk Museum

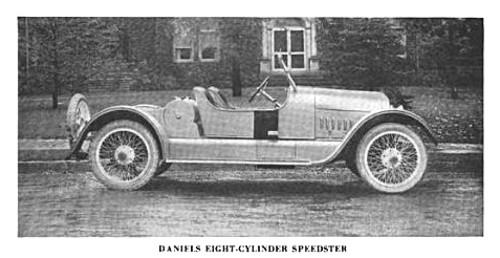
Daniels Model A Speedster von 1916

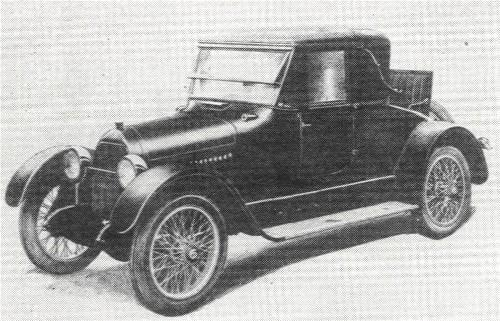
Daniels Model B Roadster von 1917

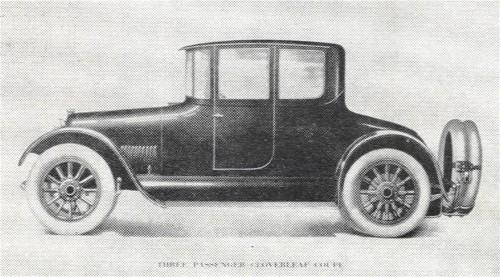
Daniel Model B Coupé von 1917

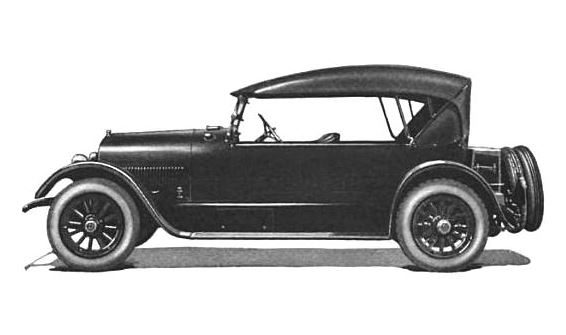
Daniels Model D Tourenwagen von 1921

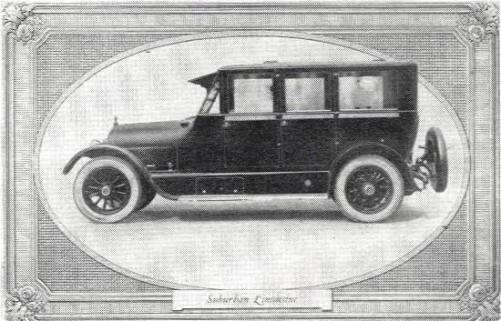
Daniels Model D Suburban Limousine von 1922

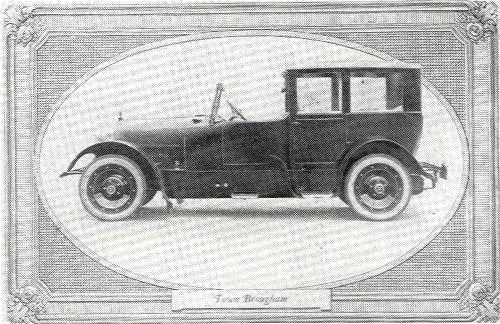
Daniels Model D Brougham von 1922

Daniels Motor Company, vorher Daniels Motor Car Company, war ein US-amerikanischer Hersteller von Automobilen.

## Unternehmensgeschichte
George E. Daniels, der vorher Präsident von Oakland und Vizepräsident von General Motors war, gründete 1916 die Daniels Motor Car Company in Reading in Pennsylvania. Ihm zur Seite stand Neff E. Parish, dessen Parish Pressed Steel Company Rahmen für mehrere Automobilhersteller produzierte. Ende 1916 begann die Produktion von Automobilen. Der Markenname lautete Daniels. Zur Expansion wandelte Daniels das Unternehmen in die Daniels Motor Company um. Parish zog nach einem Streit mit Daniels seine finanzielle Unterstützung zurück. Daraufhin wurde das Unternehmen im Januar 1924 an Levene Motors verkauft. Jetzt entstanden nur noch Fahrzeuge aus vorhandenen Teilen. 1924 endete die Produktion. Insgesamt entstanden etwa 1960 Fahrzeuge.

## Fahrzeuge
Von 1916 bis 1918 gab es das Model A. Es hatte einen V8-Motor mit SV-Ventilsteuerung von Herschell-Spillman. 3,25 Zoll Bohrung und 5 Zoll Hub (umgerechnet 82,55 mm und 127 mm) ergaben 5424 cm³ Hubraum. Er war mit 34 PS eingestuft, leistete aber 71 PS. Der Radstand betrug 323 cm. Überliefert sind Tourenwagen, Landaulet, Limousine und Roadster.
Eine andere Quelle nennt einen B Series für 1917.
1919 folgte das Model C mit einem selbst hergestellten Achtzylindermotor, der einige Mängel aufwies. Der Motor war mit 45 PS eingestuft. Der Radstand blieb unverändert. Bekannt sind nur Tourenwagen und Roadster.
1920 erschien das Model D. Ein Merkmal war der überarbeitete Motor mit 88,9 mm Bohrung, 133,35 mm Hub, 6622 cm³ Hubraum und 90 PS Leistung. Das Fahrgestell war verlängert worden und hatte 336 cm Radstand. Zur Wahl standen in diesem Jahr Tourenwagen mit vier, sechs und sieben Sitzen, ein Submarine Roadster mit drei Sitzen, Limousinen mit fünf und sieben Sitzen, Brougham mit fünf Sitzen und ein Suburban mit sieben Sitzen.
1921 änderten sich nur die Aufbauten. Der siebensitzige Tourenwagen, Brougham und Suburban entfielen. Die Limousine war nun ausschließlich viersitzig lieferbar. Dazu kamen ein dreisitziges Coupé, ein zweisitziger Submarine Speedster und ein Collabsible Winter Roadster.
1922 gab es wiederum andere Aufbauten. Das waren ein zweisitziger Speedster, drei- und viersitzige Roadster, siebensitziger Tourenwagen, viersitziges Coupé, viersitziges Cabriolet, viersitzige Limousine, siebensitziger Suburban und fünfsitziger Brougham.
Ab 1923 standen zwei verschiedene Radstände von 335 cm und 351 cm zur Verfügung. Der einzige Zweisitzer war ein Roadster. Daneben gab es einen Sport mit vier Sitzen, Coupés mit vier und fünf Sitzen, Limousinen mit vier, sechs und sieben Sitzen, eine Stadtlimousine mit sieben Sitzen, Broughams mit sechs und sieben Sitzen sowie einen Tourenwagen mit sieben Sitzen.
Im letzten Produktionsjahr 1924 wurde die Anzahl der Aufbauten wieder etwas reduziert. Roadster, Sport, Coupé entfielen. Übrig blieben eine viersitzige Touren-Limousine, vier- und siebensitzige Tourenwagen sowie siebensitzige Limousinen, Suburban Limousinen, Town Broughams und Landau Broughams.

## Modellübersicht
| Jahr      | Modell  | Zylinder | Leistung (PS) | Radstand (cm) | Aufbau |
| --------- | ------- | -------- | ------------- | ------------- | --- |
| 1916–1918 | Model A | 8        | 34            | 323           | Tourenwagen, Landaulet, Limousine, Roadster |
| 1919      | Model C | 8        | 45            | 323           | Tourenwagen, Roadster |
| 1920      | Model D | 8        | 90            | 336           | Tourenwagen 4-sitzig und 6-sitzig und 7-sitzig, Submarine Roadster 3-sitzig, Limousine 5-sitzig und 7-sitzig, Brougham 5-sitzig, Suburban 7-sitzig                                          |
| 1921      | Model D | 8        | 90            | 336           | Submarine Roadster 3-sitzig, Coupé 3-sitzig, Tourenwagen 4-sitzig und 6-sitzig, Submarine Speedster 2-sitzig, Collabsible Winter Roadster, Limousine 4-sitzig                               |
| 1922      | Model D | 8        | 90            | 336           | Speedster 2-sitzig, Roadster 3-sitzig und 4-sitzig, Tourenwagen 7-sitzig, Coupé 4-sitzig, Cabriolet 4-sitzig, Limousine 4-sitzig, Suburban 7-sitzig, Brougham 5-sitzig                      |
| 1923      | Model D | 8        | 90            | 335 und 351   | Tourenwagen 7-sitzig, Sport 4-sitzig, Roadster 2-sitzig, Coupé 4-sitzig und 5-sitzig, Limousine 4-sitzig und 6-sitzig und 7-sitzig, Stadtlimousine 7-sitzig, Brougham 6-sitzig und 7-sitzig |
| 1924      | Model D | 8        | 90            | 335 und 351   | Touren-Limousine 4-sitzig, Tourenwagen 4-sitzig und 7-sitzig, Limousine 7-sitzig, Town Brougham 7-sitzig, Suburban Limousine 7-sitzig, Landau Brougham 7-sitzig                             |

Quelle:

## Produktionszahlen
| Jahr  | Produktionszahl |
| ----- | --------------- |
| 1916  | 300             |
| 1917  | 200             |
| 1918  | 300             |
| 1919  | 300             |
| 1920  | 267             |
| 1921  | 313             |
| 1922  | 164             |
| 1923  | 93              |
| 1924  | 23              |
| Summe | 1960            |

Quelle: